# The Collection (álbum de Asia)
The Collection es un álbum recopilatorio de la banda británica de rock progresivo Asia y fue publicado en 2000.
Este compilado contiene una colección de canciones en su mayoría vienen en los álbumes que fueron grabados en la era con John Payne, a excepción de su éxito «Only Time Will Tell», la cual se encuentra en su álbum debut Asia, ya que a pesar de que el tema «Heat of the Moment» se encuentra en este compilatorio, no es la versión original de su primer álbum de estudio sino la que fue grabada por Payne en 1997.

## Lista de canciones
Todas las canciones fueron escritas por Geoff Downes y John Payne, excepto donde se indica lo contrario.

| Side one |                                |                               |          |  |
| N.º      | Título                         | Escritor(es)                  | Duración |  |
| 1.       | «Only Time Will Tell»          | Geoff Downes / John Wetton    | 4:43     |  |
| 2.       | «Into the Arena»               |                               | 2:58     |  |
| 3.       | «Arena»                        |                               | 5:16     |  |
| 4.       | «Military Man»                 |                               | 4:12     |  |
| 5.       | «A.L.O.»                       | Payne / Andy Nye              | 3:40     |  |
| 6.       | «Someday»                      | Downes / Johnny Warman        | 5:48     |  |
| 7.       | «Don't Cut the Wire (Brother)» |                               | 5:21     |  |
| 8.       | «Lay Down Your Arms»           | Downes / Payne / Grant Hart   | 4:13     |  |
| 9.       | «Bella Nova»                   |                               | 3:12     |  |
| 10.      | «U Bring Me Down»              | Downes / Payne / Aziz Ibrahim | 7:07     |  |
| 11.      | «Ginger»                       | Downes / Payne / Steve Howe   | 2:05     |  |
| 12.      | «Back in Town»                 |                               | 4:10     |  |
| 13.      | «Heat of the Moment ' 97»      | Downes / Wetton               | 3:51     |  |
| 14.      | «Boys From Diamond City»       | Downes / Warman               | 5:43     |  |
| 15.      | «The Smoke that Thunders»      | Downes / Payne / Carl Palmer  | 3:27     |  |
| 16.      | «Don't Come to Me»             | Eddie Schwartz                | 4:53     |  |
| 17.      | «Aria»                         | Downes / Payne / Nye          | 2:27     |  |
| 18.      | «Armenia»                      |                               | 5:03     |  |

## Formación

### Asia
- John Payne — voz principal, bajo y guitarra (en las canciones 5, 15, 16
- Geoff Downes — teclados y coros

### Músicos invitados
- Steve Howe — guitarra (en las canciones 1, 6, 8, 11 y 13)
- Al Pitrelli — guitarra (en las canciones 4, 7, 12 y 17)
- Scott Gorham — guitarra (en la canción 14)
- Elliott Randall — guitarra (en las canciones 2 y 3)
- Aziz Ibrahim — guitarra (en las canción 10)
- Tomoyasu Hotei — guitarra (en la canción 2)
- Carl Palmer — batería
- Simon Phillips — batería
- Michael Sturgis — batería
- Luis Jardim — percusiones